# 长乐城关天主堂
长乐城关天主堂位于福建省福州市長樂區复兴路二峰巷，是该省第二大天主教堂。该堂始建于1906年，起初为中西合壁式建筑，面积约200平方米。1966年，文革开始，教堂被长乐县印刷厂占用。1981年10月，产权归还教会。1992年，拆除旧堂建造新堂。到1994年新堂落成。新堂面积800多平方米，钟楼高28米，为现代化无柱式教堂建筑。